# Евтушенков, Анатолий Николаевич
Евтуше́нков Анато́лий Никола́евич (род. 1953, Рыжиково, Смоленская область, РСФСР, СССР) — доктор биологических наук (1997), профессор (2006) и заведующий кафедры молекулярной биологии биологического факультета БГУ.

## Биография
Евтушенков Анатолий Николаевич  родился в 1953 году в д. Рыжиково Смоленской области.
В 1975 году окончил биологический факультет Белорусского государственного университета со специализацией по микробиологии и поступил в аспирантуру БГУ.
В 1978 году окончил аспирантуру БГУ.
В 1978 году начал научную деятельность в Проблемной НИЛ экспериментальной биологии БГУ под руководством профессора Ю. К. Фомичева. Научную работу совмещал с преподавательской на кафедре микробиологии. Работал на должностях младшего научного, старшего научного, ведущего научного сотрудника, а также на преподавательских должностях, пройдя путь от ассистента до профессора и заведующего кафедрой молекулярной биологии, в организации которой принимал самое активное участие (кафедра открыта в 2002 году).
Кандидат наук — с 1981 году (специальность «Микробиология»), доктор биологических наук — с 1997 г. (специальность «Микробиология и биотехнология»).
В 2006 году присвоено учёное звание профессора.

## Научная деятельность
А. Н. Евтушенков является специалистом в области молекулярной генетики фитопатогенных микроорганизмов и генетической инженерии биологических объектов. Основным объектом исследования Евтушенкова А. Н. являлись фитопатогенные бактерии родов Erwinia, Pectobacterium. Им был проведен генетический анализ механизмов вирулентности бактерий путем клонирования структурных генов пектатлиаз и доказано различие изоферментного состава пектатлиаз у разных видов фитопатогенных пектобактерий. Впервые выявлен механизм видоспецифичности систем секреции внеклеточных ферментов, то есть при введении в клетки бактерий P.carotovorum пектатлиаз других фитопатогенных пектобактерий ферменты не секретировались и наоборот.
Евтушенковым А. Н. выявлены гены, мутации в которых усиливали синтез и секрецию пектатлиаз, что позволило сконструировать продуценты пектолитических ферментов, депонированные во Всесоюзную коллекцию промышленных микроорганизмов и получить авторские свидетельства на штаммы-продуценты. Штамма продуценты пектатлиаз использовались для получения коммерческих препаратов пектатлиаз -мацераза А и мацеруза С.
Изучение механизмов вирулентности Pectobacterium carotovorum позволило выявить систему секреции III типа, вовлеченную во взаимодействие бактерий с растительной клетки. В результате изучения генов системы секреции III типа были выявлены те из них, которые могут использоваться для создания трансгенных растений, устойчивых к патогенам. Один из генов, hrpN, использован для получения трансгенных растений рапса и картофеля. Полученные растения характеризовались высокой резистентностью к грибным патогенам. Методология генетической инженерии использована А. Н. Евтушенковым для получения продуцентов других промышленных ферментов. В совместных проектах с институтом микробиологии АН Беларуси получены бактериальные продуценты ферментов глюкозоизомеразы и фитазы. Продуцент α-амилазы сконструирован на основе бактерий B. subtilis на основе клонированного и модифицированного путем сайт-специфического мутагенеза структурного гена амилазы, детерминирующего синтез термостабильного фермента с уникальными свойствами. Активность продуцента повышена путем инсерции в хромосому множественных копий гена амилазы.
Новым направлением исследований кафедры под руководством А. Н. Евтушенкова является создание трансгенных растений с хозяйственно ценными признаками. На кафедре созданы уникальные векторы для трансформации растений с генами фитопатогенных бактерий рода Pectobacterium: aroA (модифицированный ген 5-енолпирувилшикимат-3-фосфатсинтазы из бактерий, определяет устойчивость к глифосату), hrpN (ген] бактерий, устойчивость к грибным патогенам. В совместных исследованиях с ГНУ «Институт генетики НАН Беларуси» эти генетические конструкции использованы для получения трансгенных растений рапса, льна и картофеля, которые характеризуются ценными признаками.
На основе геномных исследований разработаны молекулярные методы диагностики важнейших фитопатогенных бактерий, что позволило выявить в Белоруссии наиболее опасный патоген плодовых деревьев Erwinia amylovora и совместно с институтами плодоводства и защиты растений разработать рекомендации по диагностике патогена и методам борьбы и успешно локализовать инфекцию. Результаты научных исследований отражены в 235 публикациях. Получены 5 авторских свидетельств на изобретения, 2 патента РФ и патент Белоруссии.
А. Н. Евтушенков в 1993—1995 гг. получил Международный научный грант для исследований в Институте биохимии и биофизики ПАН в лаборатории бактериальной генетики T. Klopotowski (Варшава, Польша), в 1994—1995 — 2-летний исследовательский грант фонда Сороса, что позволило получить ценный опыт международного сотрудничества.
Кафедра молекулярной биологии сотрудничает с ГНУ «Институт микробиологии НАН Беларуси». Совместные научные проекты реализуются с ГНУ «Институт генетики НАН Белоруссии». Имеются научные контакты с институтом микробиологии и вирусологии АН Украины, Львовским национальным лесотехническим университетом, Институтом физиологии растений (Казань), лабораторией фитопатогенных бактерий в Лионе (Франция) и др.
Евтушенков А. Н. активно участвует в подготовке научных работников. Он подготовил 9 кандидатов биологических наук, в том числе 6 по специальности «молекулярная генетика».
Является членом редколлегии журнала «Весцi НАН Беларусi. Сер. біял. навук». А. Н. Евтушенков — член экспертных советов по государственным программам «Генетическая инженерия», «Новые биотехнологии», «Фундаментальные основы биотехнология».

## Награды
- Почётная грамота ВАК Белоруссии
- Почётное звание «Заслуженный работник БГУ»

## Патенты
- А. с. 1172266 СССР, МКИ4 С12 N 9/88, 1/20, 15/00, C12 R 1/18. Штамм Erwinia chrysanthemi ENA49-11 — продуцент внеклеточной пектатлиазы. Опубл. −1985; Бюл. № 8.
- А. с. 1171578 СССР, МКИ4 D 01 °C 1/04. Способ приготовления тресты из льняной соломы Опубл. 1985; Бюл. № 29.
- А. с. 1342025 СССР, МКИ4 C12 N 9/88, 1/20. Штамм бактерий Erwinia chrysanthemi ВКПМ В-2946 — продуцент внеклеточной; Опубл. −1987; Бюл. № 932.
- А. с. 1307845 СССР, МКИ4 С12 N 1/20. Способ культивирования бактерий рода Erwinia / Опубл. −1987; Бюл. № 461.
- Пат. 2032740 Российской Федерации, МКИ С 12 N 5/00, 5/00. Способ получения протопластов растений. Опубл. 10.04.95, Бюл. № 10. (недоступная ссылка)
- Пат. 2032741 Российской Федерации, МКИ С 12 N 5/04, 5/00. Способ получения изолированных клеток. Опубл. 10.04.95, Бюл. № 10.
- Пат.12214 РБ. Плазмида pET24bxylA, обеспечивающая синтез ксилозоизомеразы в клетках рекомбинантного штамма Escherichia coli БИМ В-427 Д, и рекомбинантный штамм штамма Escherichia coli БИМ В-427 Д- продуцент ксилозоизомеразы. Опубл. 2009 г.

## Основные труды
1. V.E. Shevchik, A.N. Evtushenkov, H.V. Babitskaya and Y.K. Fomichev. Production of pectolytic enzymes from Erwinia grown on different carbon sources. World Journal of M~crobiology and Biolechnology, Vol 8, 1992, P.115-120.
2. Kachan, A.V., Evtushenkov, A.N. Thermostable mutant variants of Bacillus sp. 406 α-amylase generated by site-directed mutagenesis // Central European Journal of Biology — 2013. — Vol. 8, № 4. — P. 346—356.
3. Characterization of a new ViI-like Erwinia amylovora bacteriophage phiEa2809. FEMS Microbiol Lett. 2015 Apr;362(7). pii: fnv031. doi: 10.1093/femsle/fnv031. Epub 2015 Feb. (в соавт.).
4. Lagonenko A.L., Komardina V.S., Nikolaichik Y.A., Evtushenkov A.N. First Report of Erwinia amylovora Fire Blight in Belarus // J. Phytopathol. — 2008. — Vol. 156. № 10. P. 638—640.
5. Aghabozorgy, S. Type III secretion system gene mutation effects on virulence of Erwinia atroseptica / S. Aghabozorgy, A. Evtushenkov // The Journal of Damghan University of Basic Sciences Iran — Vol.2 — № 1 — 2009 — P.59-64.
6. Галиновский Д. В., Евтушенков А. Н. Экспрессия генов биосинтеза β-каротина в различных штаммах грамотрицательных бактерий. // Доклады Национальной академии наук Беларуси, 2009, Том 53, № 4. С. 88-91.
7. Гузенко Е. В., Лемеш В. А., Сакович В. И., Орловская О. А., Николайчик Е. А., Присяжненко О. К., Евтушенков А. Н., Хотылева Л. В. Агробактериальная трансформация льна-долгунца генетической конструкцией с геном агоА, несущим устойчивость к гербициду глифосату. // Доклады НАН Беларуси. — 2010. — т.54, № 6. — с. 68-71.
8. Lagonenko, A.L., Kudzina, I.V., Evtushenkov, A.N., Krugleevskiy, M.A., Kastritskaya, M.S. and Kukharchyk, N.V. 2011. SUSCEPTIBILITY OF BELARUSIAN APPLE AND PEAR CULTIVARS TO FIRE BLIGHT. Acta Hort. (ISHS) 896:363-366.
9. Lagonenko, A.L., Kudzina, I.V. and Evtushenkov, A.N. 2011. GENETIC CHARACTERIZATION OF BELARUSIAN ERWINIA AMYLOVORA STRAINS. Acta Hort. (ISHS) 896:141-146.
10. Lagonenko, A.L., Lagonenko, V.Y., Nikolaichik, Y.A. and Evtushenkov, A.N. 2011. DETECTION OF ERWINIA AMYLOVORA BY PCR WITH PRIMERS TO THE HRPN GENE. Acta Hort. (ISHS) 896:85-91.
11. Николайчик Е. А., Присяжненко О. К., Кулик Е. В., Валентович Л. Н., Чжан Янь (КНР), Селезнева Ю. В., Евтушенков А. Н. От бактериальных генов — к трансгенным растениям // Вестник БГУ. Сер. 2. — 2011. — № 3. — С.69-73.
12. Николайчик Е. А., Кулик Е. В., Бадалян О. А., Валентович Л. Н., Кузьмич С. В., Евтушенков А. Н. Роль рецепторподобной трансмембранной киназы растений семейства пасленовых во взаимодействии с фитопатогеном Pectobacterium carotovorum. // Доклады НАН Беларуси. — 2012. — т.56, № 1. — с. 106—112.
13. А. В. Качан, А. Н. Евтушенков. Варианты α-амилазы штамма Bacillus sp. 406 с повышенной температурной стабильностью. // Доклады НАН Беларуси. — 2012. — т.56, № 2. — с. 72-77.
14. О. В. Садовская, А. Л. Лагоненко, А. Н. Евтушенков. Характеристика нового т-подобного бактериофага Erwinia amylovora. // Доклады НАН Беларуси. — 2012. — т.56, № 3. — с. 83-87.
15. А. В. Качан, А. Н. Евтушенков. Клонирование гена термостабильной α-амилазы Bacillus sp. 1-15 // Весцi НАН Беларусi. Сер. біял. навук. — 2012. — № 4. — С. 47-51.